# Нагата, Мицуру
Мицуру Нагата (яп. 永田 充 Нагата Мицуру, род. 6 апреля 1983, Сидзуока) — японский футболист, игравший на позиции защитника.

## Карьера
Выступал на чемпионате мира среди молодёжных команд 2003 года.
Дебютировал за национальную сборную Японии 7 сентября 2010 года в товарищеском матче против сборной Гватемалы. Был включен в состав сборной на Кубок Азии 2011, заменив в последний момент травмированного Томоаки Макино.
В декабре 2010 года подписал контракт с клубом «Урава Ред Даймондс».